# Triraphis gregarius
Triraphis gregarius är en stekelart som först beskrevs av Watanabe 1970.  Triraphis gregarius ingår i släktet Triraphis och familjen bracksteklar. Inga underarter finns listade i Catalogue of Life.